# Casino Español de Manila
El Casino Español de Manila es un club establecido en 1893 por españoles residentes en Manila, Filipinas para celebrar actividades culturales y sociales. Unos años más tarde admitió a miembros filipinos para fomentar los lazos hispano-filipinos en el país. 
El edificio del club está situado en el número 855 de la Avenida Teodoro M. Kalaw, situada en el histórico barrio de Ermita en Manila.
Los registros anteriores muestran que el gobernador general español Narciso Clavería y Zaldua formalizó la fundación del Casino de Manila el 31 de octubre de 1844, fecha que es conmemorada en el casino como el año de su fundación.
El primer edificio del Casino Español de Manila fue construido en 1913, pero se abrió formalmente en 1917. Fue diseñado por el arquitecto Juan Arellano, que incorporó influencias de estilo neo-renacentista.
La estructura ocupaba toda la manzana de la Avenida Taft a la calle San Marcelino y albergaba las oficinas de la Cámara Española de Comercio y el Consulado General de España. Como la casa club oficial y sede social de la comunidad española en Filipinas, albergaba recepciones, celebraciones y eventos en el edificio. Entre los actos señalados en este lugar en la década de 1930 figuran la extravagante fiesta celebrada para conmemorar el cumpleaños del Rey de España - destronado en aquellos años debido a la proclamación de la Segunda República Española y la guerra civil. Además de asistir a sus diferentes salas, los huéspedes también podían ver el jardín desde la terraza mientras que los miembros podían jugar a tenis y frontón en sus espacios.
En 1945 la estructura fue destruida en plena Segunda Guerra Mundial durante la Liberación de Manila.
El nuevo Casino Español de Manila fue inaugurado el 3 de noviembre de 1951 con el presidente Elpidio Quirino y el vicepresidente Fernando López. En 1962 recibió a Juan Carlos I de España, que era entonces el Príncipe de la Corona, y a Sofía de Grecia, que luego sería también Reina de España. La monarca española regresó al club en el año 2000, ya como reina, durante una visita oficial a Filipinas.

## Galería

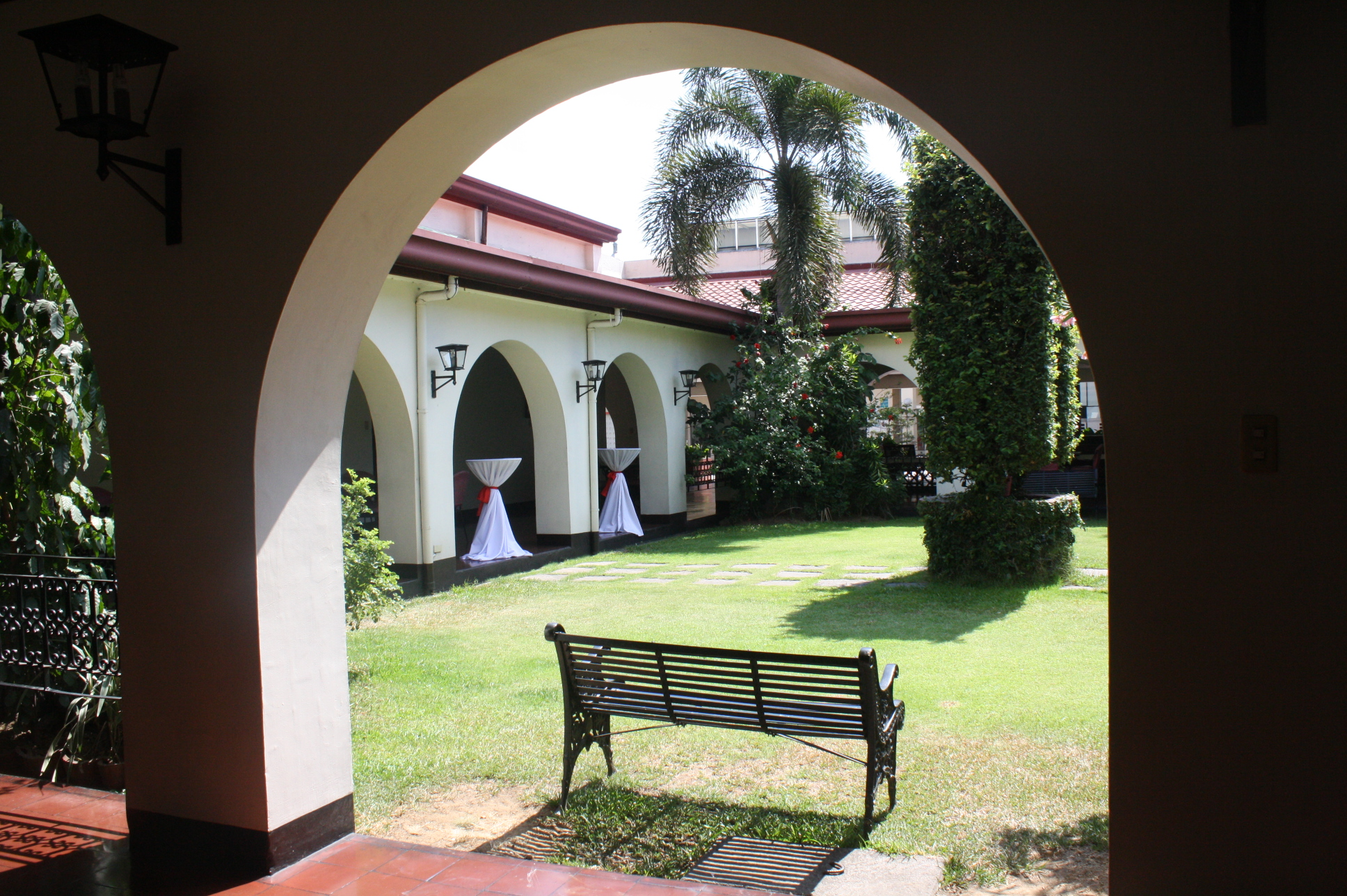
Vista del patio que tiene un pozo en el centro.
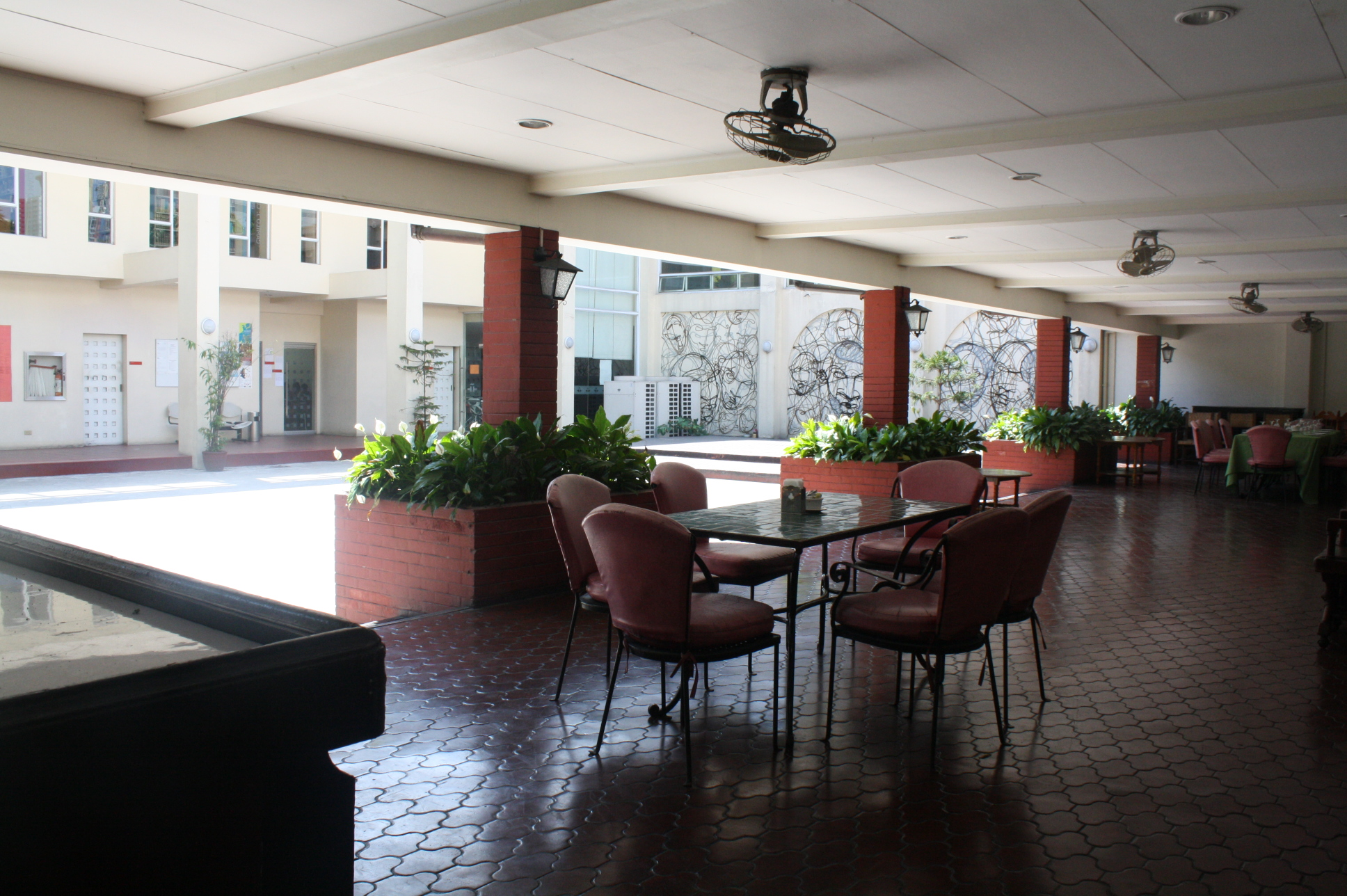
Interior del Casino Español.
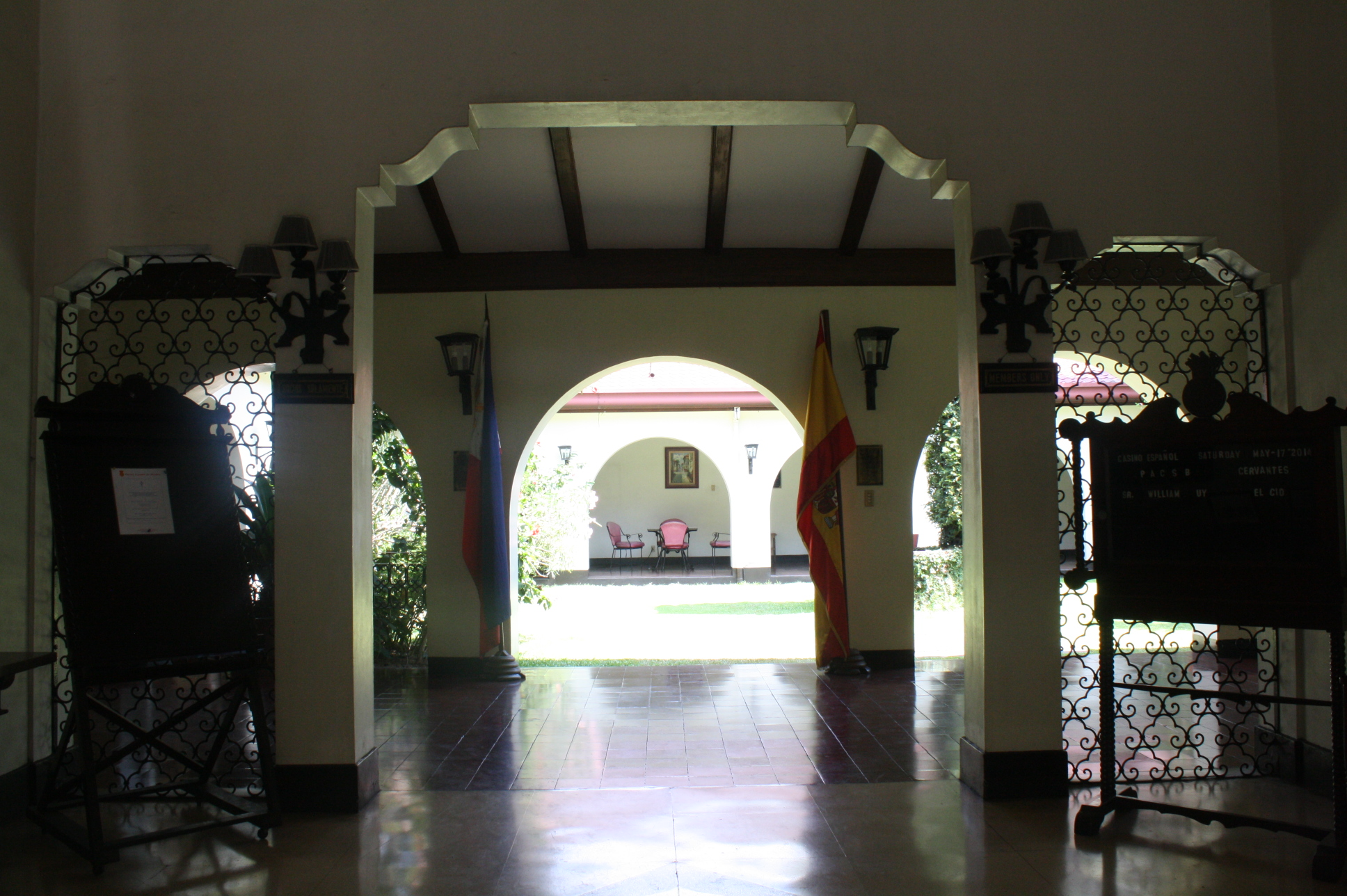
Vestíbulo del Casino Español.
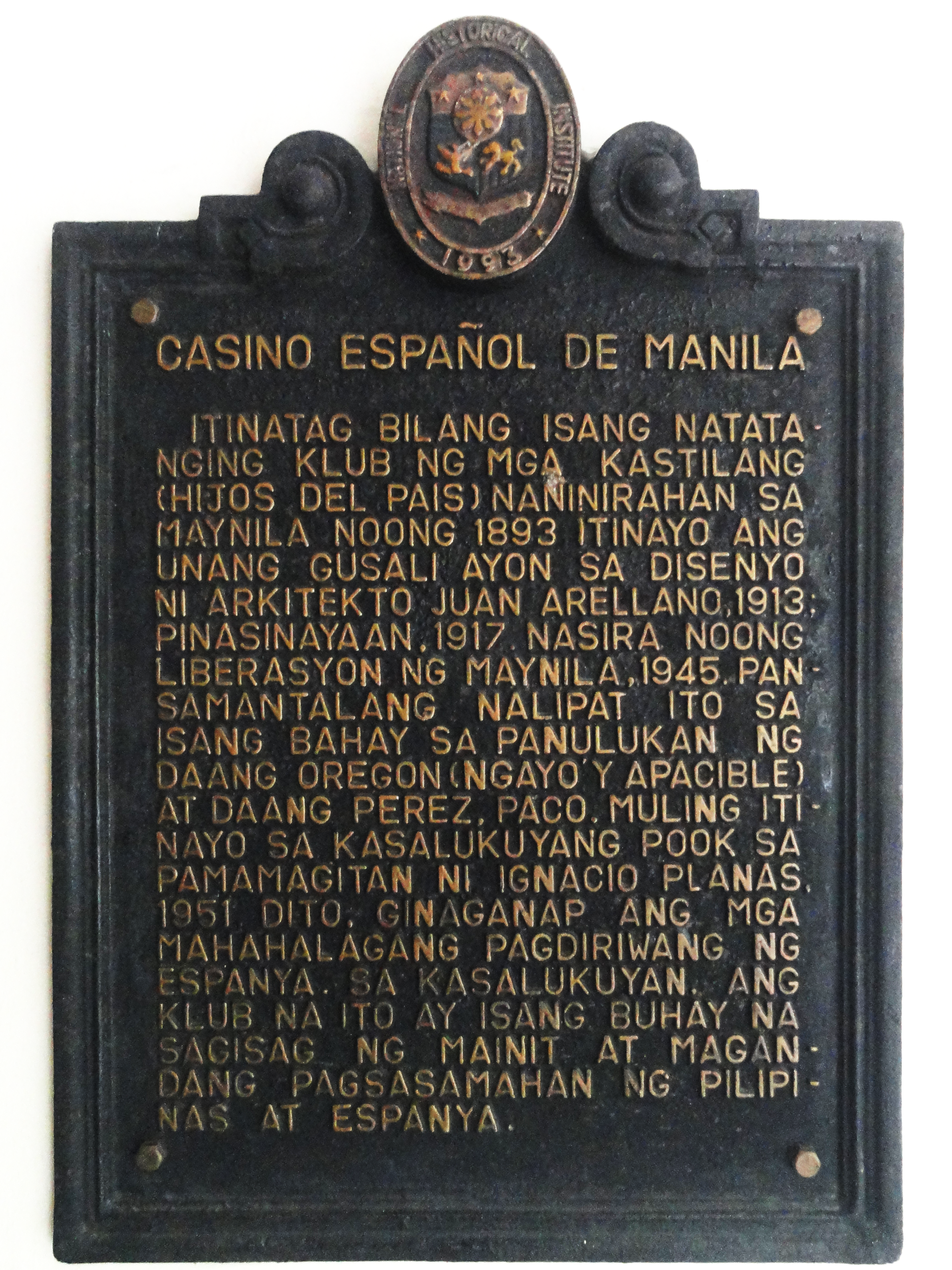
Placa informativa de la historia del centro.
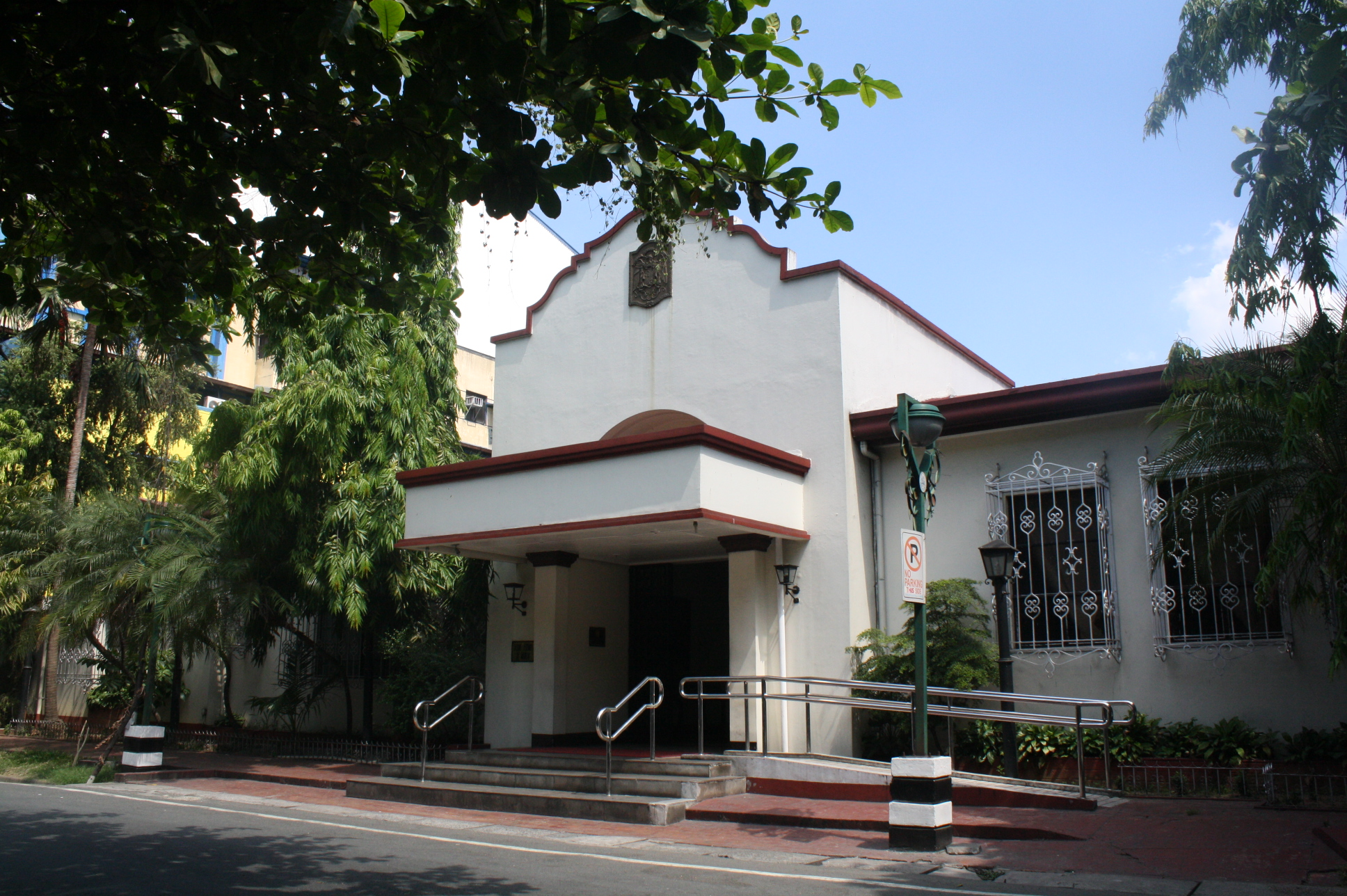
Vista del exterior del centro.